# Коромандел (муниципалитет)
Коромандел (порт. Coromandel) — муниципалитет в Бразилии, входит в штат Минас-Жерайс. Составная часть мезорегиона Триангулу-Минейру-и-Алту-Паранаиба. Входит в экономико-статистический микрорегион Патросиниу. Население составляет 29 298 человек на 2006 год. Занимает площадь 3296,267 км². Плотность населения — 8,9 чел./км².

## История
Город основан 7 сентября 1923 года.

## Статистика
- Валовой внутренний продукт на 2003 год составляет 178 204 689,00 реалов (данные: Бразильский институт географии и статистики).
- Валовой внутренний продукт на душу населения на 2003 год составляет 6263,35 реалов (данные: Бразильский институт географии и статистики).
- Индекс развития человеческого потенциала на 2000 год составляет 0,786 (данные: Программа развития ООН).